# L'Acrobate (film, 1946)
Pour plus de détails, voir Fiche technique et Distribution.
L'Acrobate, ou Le lapin acrobate (titre original : Acrobatty Bunny), est un cartoon des Looney Tunes réalisé par Robert McKimson mettant en scène Bugs Bunny et Néron le lion, sorti en 1946.

## Synopsis
Pendant le sommeil de Bugs Bunny, un cirque s'installe et met la cage du lion Néron sur le terrier. Bugs s'enfuit et Néron se cogne contre les barreaux de sa cage; le lion sort de sa cage tandis que Bugs y retourne. En voulant forcer le passage avec un éléphant, Néron se fait battre lorsque Bugs actionne une souris mécanique. Bugs se déguise en clown, avant de frapper Néron à plusieurs reprises. 
La poursuite continue dans le chapiteau. Bugs laisse tomber Néron lors d'un numéro de trapèze, il sonne le lion en l'attirant dans un canon avant de faire un numéro de danse hawaïenne.

## Fiche technique
- Réalisation : Robert McKimson